# Якутский тракт
Яку́тский тракт (Яку́тско-Ирку́тский тракт, Приле́нский тракт) — главный почтовый тракт от Иркутска до Якутска. Был проложен в XVII — первой половине XVIII века. В начале XX века общая протяжённость составляла 2766 вёрст.
В 1738 году для обеспечения деятельности Второй камчатской экспедиции был организован почтовый тракт от Иркутска до Якутска. В 1743 году на Якутском тракте стали появляться почтовые станции.
В 1772 год между Витимом и Якутском было уже 35 почтовых станций. Для ямской службы на них из центральных губерний России было прислано 33 крестьянских семьи. 31 января 1775 года на основании законоположения «О новом разделении Иркутской губернии на провинции, воеводства и комиссарства» Иркутско-Якутский тракт в пределах Якутской провинции был разделён на два участка: от Витима до Олёкминска и от Олёкминска до Якутска. Их возглавляли назначенные якутской провинциальной канцелярией станционные смотрители.
С 1810-х годов ямщикам тракта стали выделять пахотные и сенные угодья, они начали заниматься земледелием.
Несмотря на летние сплавы и появление с 1862 года пароходства на Лене, движение по тракту продолжалось круглый год, но в летнее время почту и людей отправляли от Жигалово до Якутска на шитиках (крытых лодках). На обратном пути эти лодки тащили на бечеве лошади. 
Иркутско-Якутский тракт был единственным в России внутренним трактом, на котором существовала таможенная застава. В 1869 году был разрешён беспошлинный ввоз иностранных товаров через Аянский и другие порты Охотского моря в Якутскую область. В связи с этим в июне 1871 года Иркутская таможня учредила таможенный пункт в последнем крупном населенном пункте между Якутской областью и Иркутской губернией, селе Нохтуйское. 
В настоящее время носит название "Качугский тракт".